# As-Samh ibn Màlik al-Khawlaní
As-Samh ibn Màlik al-Khawlaní (àrab: السمح بن مالك الخولاني, as-Samḥ b. Mālik al-Ḫawlānī) (m. Tolosa de Llenguadoc, 721) fou valí de l'Àndalus (719-721).
Va ser enviat com a valí directament pel califa Úmar ibn Abd-al-Aziz, amb la tasca de restablir l'ordre interior, ordenar el territori i intentar solucionar el problema del repartiment de terres entre els conqueridors musulmans.
A mitjan 719 As-Samh va començar, amb retard, la campanya militar anual i va creuar per primera vegada els Pirineus. Va atacar Narbona, que va resistir. El valí va passar l'hivern a la província. Quan a l'any següent va tornar el bon temps, As-Samh va continuar l'atac i va conquerir Narbona, on els defensors van ser passats a ganivet. El valí va establir a la ciutat una guarnició de soldats. Les ciutats veïnes de Besiers, Lodeva, Agde i Magalona es van sotmetre o van ser preses les següents setmanes. Nimes, tanmateix, va resistir.
El 721 As-Samh va sortir de Narbona cap a Carcassona. Les muralles de Carcassona oferien la perspectiva d'una llarga resistència i el valí buscava conquestes o botí, o potser va tenir notícies que el duc Odó o Eudes d'Aquitània preparava un exèrcit per combatre'l. El cert és que va deixar Carcassona i va avançar cap a Tolosa, que pertanyia al regne dels francs. Després d'un setge de, com a mínim, dos mesos, va assaltar la ciutat el juny, però es creu que justament en aquell moment varen arribar les forces militars reunides per Odó, que el van derrotar i va morir al combat, el (10 de juny del 721).
En el lloc dels fets els soldats van proclamar valí en Abd-ar-Rahman al-Ghafiqí, que va ocupar interinament el càrrec fins a l'arribada del nou valí, Ànbassa al-Kalbí, nomenat pel valí d'Ifríqiya.